# جيري كيلغور
جيري كيلغور (بالإنجليزية: Jerry Kilgore)‏ هو محامي أمريكي، ولد في 23 أغسطس 1961 في كينغسبورت في الولايات المتحدة.